# 埃尔科莱·奥尔杰尼
埃尔科莱·奥尔杰尼（義大利語：Ercole Olgeni，1883年12月11日—1947年7月14日），意大利男子赛艇运动员。他曾代表意大利参加1920年和1924年夏季奥林匹克运动会赛艇比赛，共获得一枚金牌和一枚银牌。